# Gottlieb Ringeltaube
Gottlieb Ringeltaube (* 24. April 1732 in Grembozin bei Thorn; † 25. Mai 1824 in Stettin) war ein lutherischer Theologe und Generalsuperintendent in Pommern.

## Leben und Wirken
Gottlieb Ringeltaube wurde als Sohn des Pfarrers Sylvius Ringeltaube und Anna Elisabeth Köhlchen in Grembozin (ab 1900: Gramtschen, heute polnisch: Grębocin, Gemeinde Lubicz) geboren, verbrachte seine Kindheit aber in Thorn. Er erhielt Unterricht bei seinem Vater, bis er 1747 auf das Maria-Magdalenen-Gymnasium in Breslau ging, wo er bei der Familie Garve lebte. Er freundete sich mit dem Sohn Christian Garve an, dem späteren Schriftsteller und Moralphilosophen.
1749 nahm er das Theologiestudium in Halle (Saale) auf, unterbrach es für eine Hauslehrertätigkeit in Breslau und setzte dann sein Studium an der Universität Leipzig fort.
Im Jahre 1760 wurde er Pfarrer in Scheidelwitz (heute polnisch: Szydłowice) im schlesischen Herzogtum Brieg. Am 18. Juni 1769 heiratete er Johanna Theodora Plackwitz, mit der er 45 Jahre verheiratet war.
Von 1777 bis 1785 übernahm Ringeltaube die Pfarrstelle der lutherischen Gemeinde in Warschau, wo er zum Bau der Trinitatiskirche (heute Haupt- und Bischofskirche für die Evangelisch-Augsburgische Kirche in Polen) beitrug und ihre Einweihung am 30. Dezember 1781 vornahm. Es gelang ihm in seiner Warschauer Zeit auch, ein eigenes Konsistorium für die Gemeinden in Kleinpolen und Masowien zu bilden.
Im Jahre 1785 folgte er einem Ruf in das schlesische Oels, wo er als Superintendent des Fürstentums Oels, Konsistorialrat und herzoglicher Hofprediger des Prinzen Eugen von Württemberg tätig war.
1792 wurde Gottlieb Ringeltaube als Nachfolger von Friedrich Christian Göring zum Generalsuperintendenten von Pommern in Stettin ernannt. Diese Aufgabe versah er bis zu seinem Tode in hohem Alter. Sein Nachfolger wurde Friedrich Ludwig Engelken.

## Ehrung
Im Jahre 1819 verlieh ihm die Universität Greifswald die Ehrendoktorwürde.